# زالومون أوبنهايم
زالومون أوبنهايم (بالألمانية: Salomon Oppenheim junior)‏ هو مصرفي ألماني، ولد في 19 يونيو 1772 في بون في ألمانيا، وتوفي في 8 نوفمبر 1828 في ماينتس في ألمانيا.